# Вестфејлија (Мисури)
Вестфејлија (енгл. Westphalia) град је у америчкој савезној држави Мисури.

## Демографија
По попису из 2010. године број становника је 389, што је 69 (21,6%) становника више него 2000. године.
| Група             | 2000.       | 2010.       |
| Белци             | 311 (97,2%) | 377 (96,9%) |
| Афроамериканци    | 1 (0,3%)    | 0 (0,0%)    |
| Азијати           | 0 (0,0%)    | 2 (0,5%)    |
| Хиспаноамериканци | 2 (0,6%)    | 3 (0,8%)    |
| Укупно            | 320         | 389         |